# Pipri (Maharashtra)
Pipri es una ciudad censal situada en el distrito de Wardha en el estado de Maharashtra (India). Su población es de 23661 habitantes (2011). Se encuentra a 1 km de Wardha y a 76 km de Nagpur. 

## Demografía
Según el censo de 2011 la población de Pipri era de 23661 habitantes, de los cuales 12205 eran hombres y 11456 eran mujeres. Pipri tiene una tasa media de alfabetización del 93,79%, superior a la media estatal del 82,34%: la alfabetización masculina es del 96,70%, y la alfabetización femenina del 90,71%.